# Dreier & Hanousek GfBH
Dreier & Hanousek GfBH (GfBH steht für Gemeinschaft für BildErHalt) sind ein deutsches Künstlerpaar, bestehend aus Petra Dreier und Michael Hanousek. Sie arbeiten gemeinsam in den Kunstsparten Malerei und Fotografie. Sie leben und arbeiten in Düsseldorf und Krefeld.

## Leben
Petra Dreier (* 1958 in Sevelen, Niederrhein) studierte von 1977 bis 1985 an der Kunstakademie Düsseldorf (Prof. Crummenauer, Prof. Graubner) als Meisterschülerin.
Michael Hanousek (* 1955 in Ostrau, ehemalige Tschechoslowakei) studierte von 1977 bis 1983 an der Kunstakademie Düsseldorf (Prof. Graubner) als Meisterschüler.

## Werk
Die ersten gemeinsamen Arbeiten entstanden 1991; parallel verfolgten Dreier und Hanousek ihre eigene künstlerische Arbeit bis 1997. 1997 erfolgte die Gründung der GfBH – Gemeinschaft für BildErHalt. Seitdem entstehen ausschließlich gemeinsame Arbeiten, zusammengefasst unter dem Begriff Umbrüche. Diese thematisieren Strukturwandel, Labilität, Verführung, Freiheit/Unfreiheit, Überwachung, Flucht, Ortlosigkeit. Verdeutlicht wird dies durch die Zusammenfügung unterschiedlicher Bildsysteme (Malerei, Fotografie, Schriftsprache).
Malerische Arbeiten seit 2011, Territorien genannt, sind ein Sammelbegriff für abstrahierte Landschaften (desolate landscapes). In Fragmenten offenbaren sich globalisierte Weltbilder und auseinanderbrechende Systeme. So bilden sich kaleidoskopisch angelegte Räume, die labyrinthisch, schwankend, widersprüchlich anmuten und kaum Zuflucht oder Sicherheit gewähren, nicht ohne die Idee von Utopia.
Kreaturen, der dritte Themenbereich, ist formal mit der Werkgruppe Territorien verwandt. Die Protagonisten durchlaufen diverse Stadien, in denen sie zu Akteuren, Spielern, Provokateuren, Hasardeuren, aber auch zu Hybriden und Androiden werden können.
Ihnen innewohnend ist „die positive Kreativität, die zur Schaffung großartiger Werke befähigt und die aggressive Unterwerfung der Welt, die zur Ausbeutung und schließlich zur Vernichtung des Lebensraums führen kann“ (Angelika Hille-Sandvoss).
Seit 2004 betreuen/begleiten Petra Dreier und Michael Hanousek eine Malgruppe von psychisch kranken Menschen beim Diakoniewerk Duisburg GmbH, Fachbereich Sozialpsychiatrie, die MALzeitler. Für sie organisieren sie u. a. Ausstellungen und inklusive Kunstprojekte, auch mit Berufskünstlern.

## Arbeiten im öffentlichen Raum
Kultusministerium NRW, Stadtsparkasse Düsseldorf, Museum Bochum, IG-Metall Frankfurt/M., Museum der Stadt Ratingen, Regierungspräsident Tübingen, Tiptel AG Ratingen, Verlagshaus Bagel Düsseldorf, Kunstsammlung der Universität Brünn